# イスラエルとモロッコの国交正常化
イスラエルとモロッコの国交正常化 (イスラエルとモロッコのこっこうせいじょうか、英語:Israel–Morocco normalization agreement) が2020年12月10日に合意に至り、両国間の外交関係が回復した。
モロッコのイスラエルとの国交正常化はエジプト、ヨルダン、アラブ首長国連邦、バーレーン、スーダンに続いたもので、これによりモロッコはイスラエルと外交関係を回復した第6番目のアラブ国家となる。 モロッコとの国交正常化によりイスラエル–モロッコ間で直行便が就航することとなる。条約が締結された同日、アメリカ合衆国はモロッコへ高性能無人機の売却に合意し、西サハラのモロッコ領有権を承認した。

## 反応
- 西サハラの独立を求めるポリサリオ戦線は12月10日、「去っていくトランプ大統領の決定を最も強いことばで非難する。紛争の平和的解決を模索する国際社会の努力を妨害するものだ」と強く反発する声明を出した[6]。

- 国際連合は西サハラを係争地とみなす立場に変化はないと発表し、アントニオ・グテレス国連事務総長は広報官を通じ「安全保障理事会の決議に基づいて問題の解決策を見いだせる」との考えを表明した[3]。